# سازند هیث
سازند هیث (Hith Formation) یکی از سازندهای زمین‌شناسی گروه خامی در زاگرس با سن تیتونین یا ژوراسیک - کرتاسه پیشین است. این سازند در منطقه فارس ساحلی به سوی خلیج فارس و عربستان شامل نهشته‌های انیدریتی بالای سازند سورمه است که به دلیل شباهت با نهشته‌های مشابه در عربستان، به نام سازند هیث نام‌گذاری شده است.
این سازند از دولومیت و رسوبات تبخیری تشکیل شده است که مخازن گازی سورمه را می‌پوشاند.